# 橋爪由紀

橋爪 由紀（はしづめ ゆき、1959年12月2日 - ）は、石川県金沢市生まれの元競艇選手。
福井市明道中学校、県立羽水高校、後に石川県立農業短大卒業。
登録番号2985。身長163cm。血液型O型。48期。師匠は今垣武志（登録番号2664）、同期に今村豊、鵜飼菜穂子、木下繁美らがいる。

## 来歴
- 1981年5月7日、三国競艇場でデビュー。
- 1990年7月、三国競艇場での女子リーグで初優勝。
- 2008年2月29日、若松競艇場での「日報カップ」最終日を最後に引退（節間成績66665）

現在は同期である篠原和幸 元選手（登録番号2968）と再婚して篠原由紀となり、佐賀県在住。
現役時代に孫ができたのでそれを機会に引退を決意、公営競技初のお婆ちゃん選手でもある。

## 生涯成績
- 通算出場回数 3750走
- 通算優勝回数 1回（優出18回）
- 通算勝利数 333勝
- 通算勝率 4.29
- 通算獲得賞金 2億2941万157円